# 帕克里奇 (新澤西州)
帕克里奇（英語：Park Ridge）是位於美國新澤西州伯根縣的自治市鎮。

## 人口
根據2020年美國人口普查的數據，帕克里奇的面積為6.81平方千米，當中陸地面積為6.75平方千米，而水域面積為0.05平方千米。當地共有人口8883人，而人口密度為每平方千米1,304人。